# ماساناتن (ویرجینیا)
ماساناتن (به انگلیسی: Massanutten) یک منطقهٔ مسکونی در ایالات متحده آمریکا است که در شهرستان راکینگهام، ویرجینیا واقع شده‌است. ماساناتن ۳۷٫۱ کیلومتر مربع مساحت و ۲٬۲۹۱ نفر جمعیت دارد و ۵۱۸ متر بالاتر از سطح دریا واقع شده‌است.